# Rue Damesme
La rue Damesme est une voie située dans le quartier de la Maison-Blanche du 13e arrondissement de Paris.

## Situation et accès
Longue d'environ 500 mètres et orientée nord-sud, la rue Damesme relie la rue de Tolbiac au boulevard Kellermann.

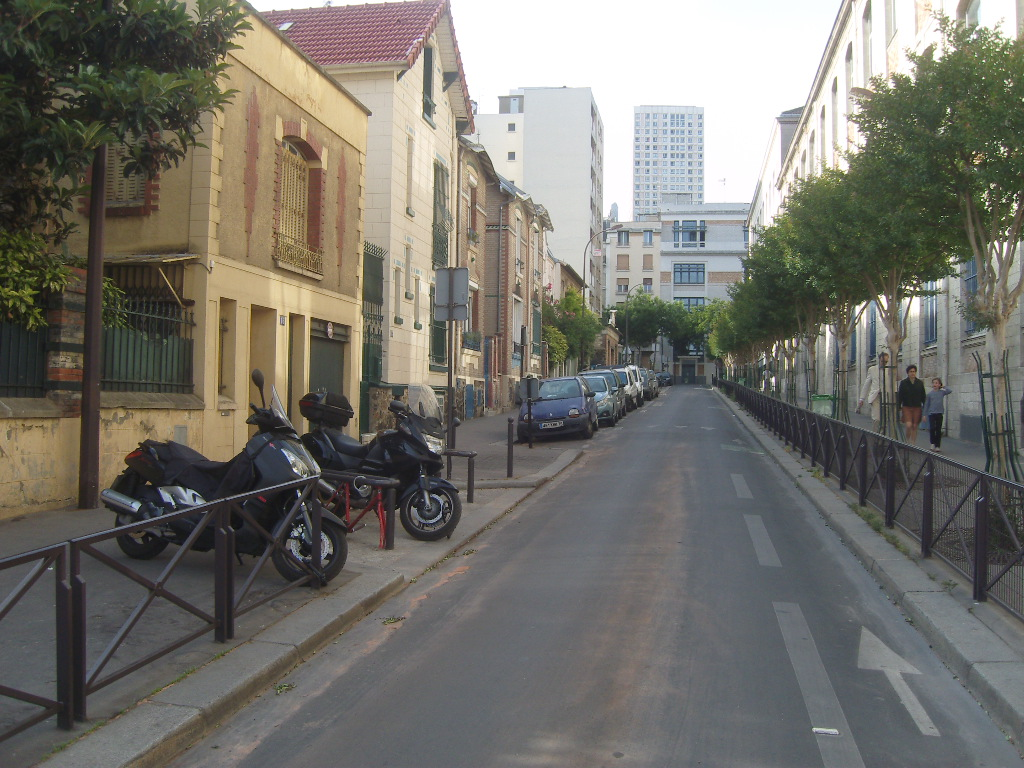
Partie nord, à proximité de la rue de Tolbiac.
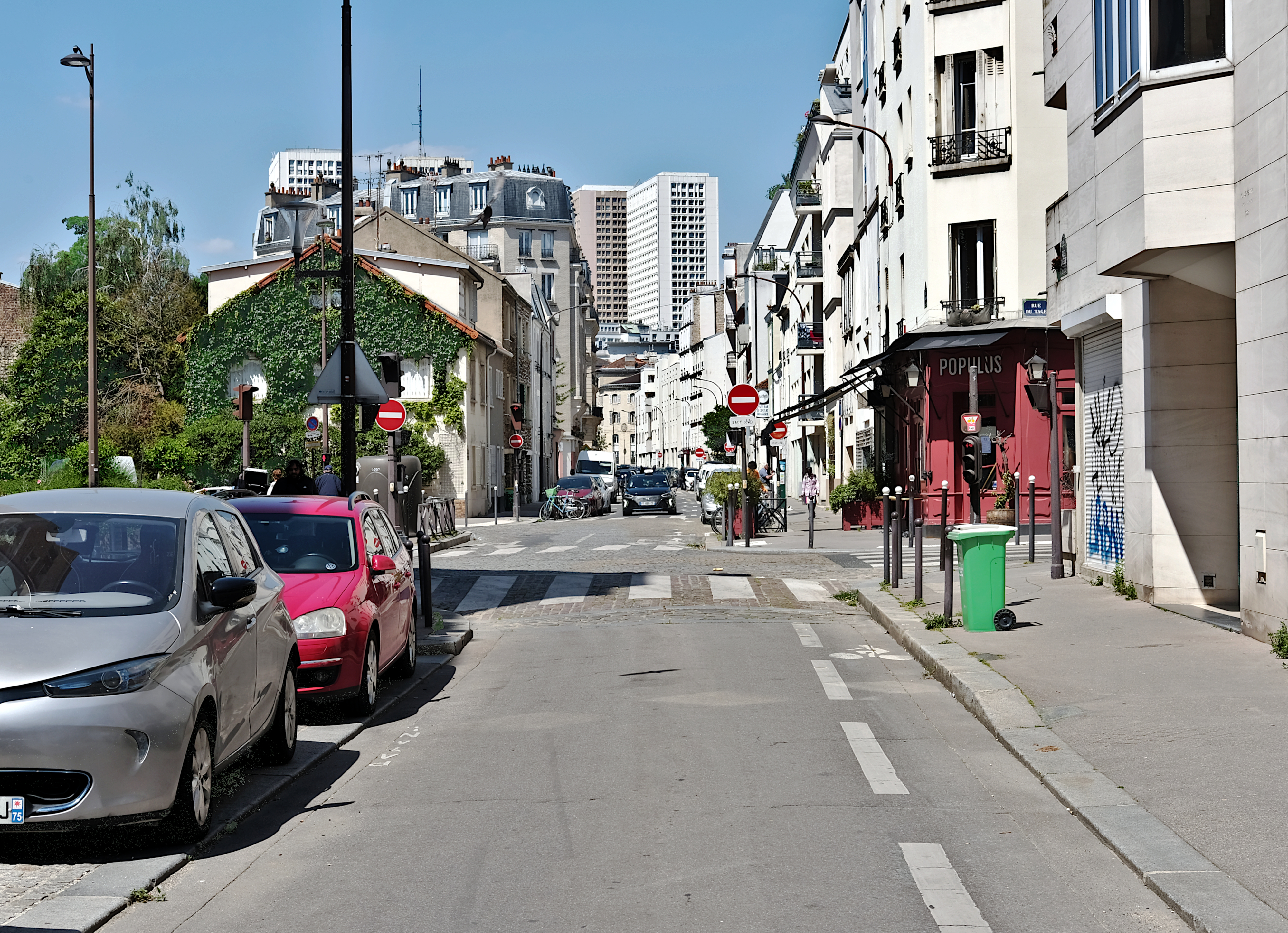
Partie centrale (au niveau de la rue du Tage) en direction du nord.
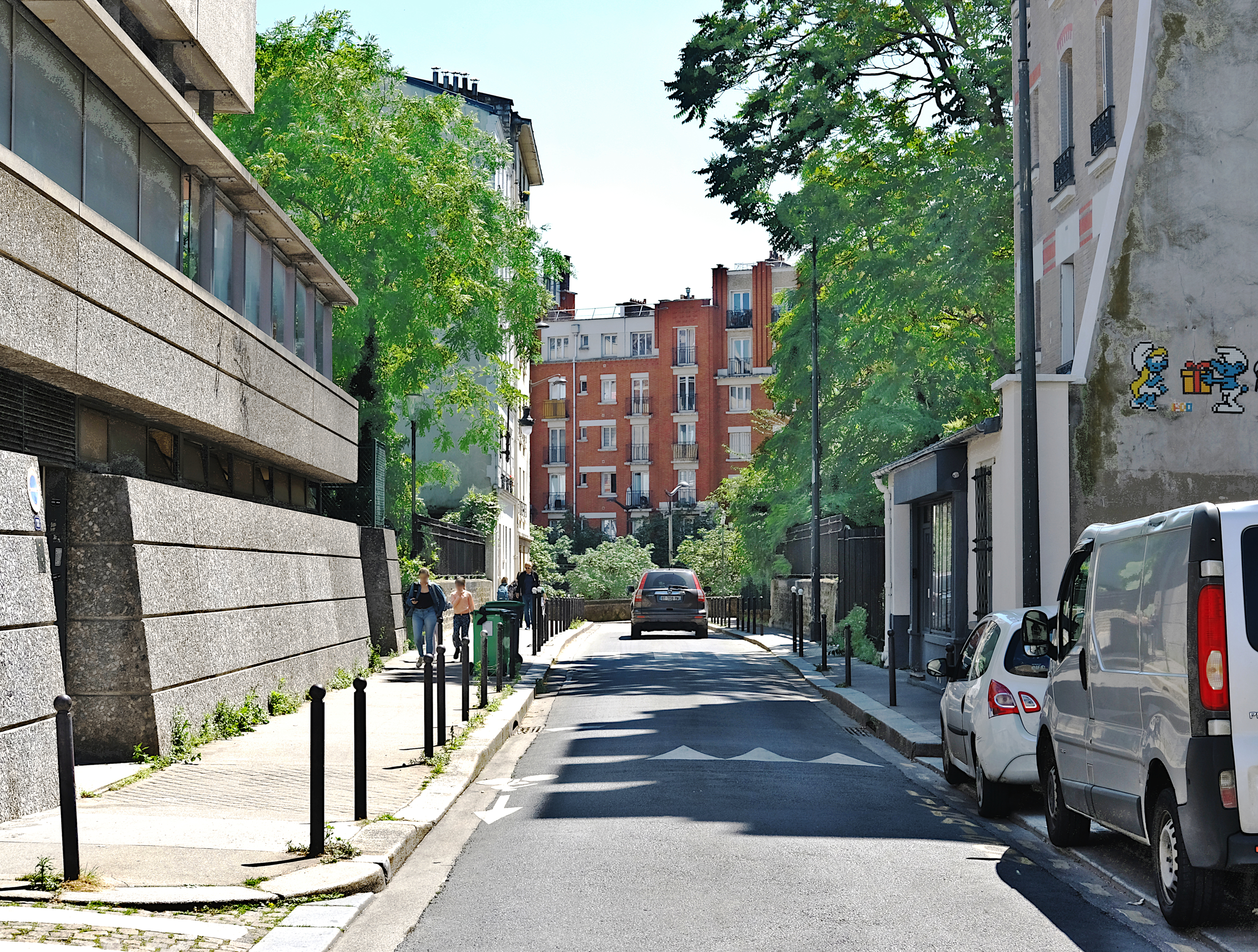
Partie sud, en direction du boulevard Kellermann.

Cette voie est desservie à proximité par la ligne 7 aux stations Tolbiac et Maison Blanche et la ligne de tramway 3a.

## Origine du nom
Elle porte le nom du général de brigade Édouard Damesme (1807-1848) qui fut blessé mortellement lors de l'attaque du Panthéon de Paris pendant les journées de Juin 1848.

## Historique
Cette voie, tracée sur le plan de Roussel de 1730 est alors située sur la commune de Gentilly sous le nom de « vieille route de Lyon ». Alors dénommée « rue du Bel-Air » entre les actuels rue du Docteur-Laurent et boulevard Kellermann, elle est classée dans la voirie de Paris par décret du 23 mai 1863 avant de prendre sa dénomination actuelle par un décret du 10 août 1868 : 
Décret du 10 août 1868
« Napoléon, etc., 

Sur le rapport de notre ministre secrétaire d’État au département de l'Intérieur,
Vu l'ordonnance du 10 juillet 1816 ;
vu les propositions de M. le préfet de la Seine ;
Avons décrété et décrétons ce qui suit :
Article 9. — 
L'avenue en cours d'exécution entre la place d'Italie et la rue de Gentilly, recevra le nom d'avenue de la Sœur-Rosalie.
La voie latérale au chemin de fer de Ceinture entre le chemin de fer d'Orléans et la rue de Patay, celui de rue Regnault.
La voie dite rue du Transit, ouverte ou en cours d'exécution, dans le 13e arrondissement, recevra la dénomination de rue de Tolbiac.
La rue du Bel-Air prendra le nom de rue Damesme.
La rue de Mazagran, celui de rue Bourgon.
etc.
Article 17. — Notre ministre secrétaire d'État au département de l'Intérieur est chargé de l'exécution du présent décret.
Fait au palais de Fontainebleau, le 10 août 1868. »
Elle est prolongée lors de l'ouverture d'un nouveau tronçon à la rue de Tolbiac.

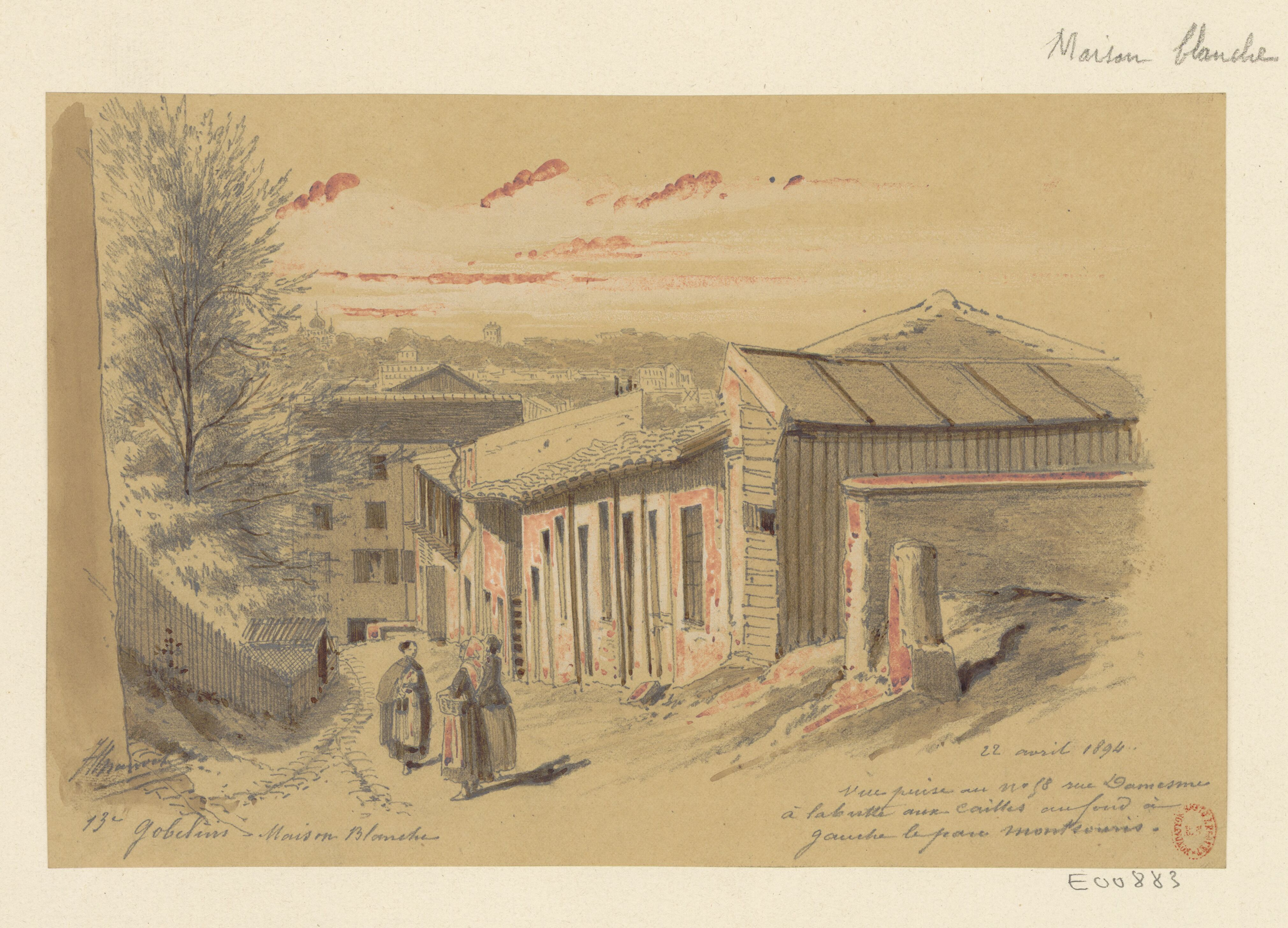
Vue prise au n° 58 rue Damesme en 1894 (dessin de Jules-Adolphe Chauvet).
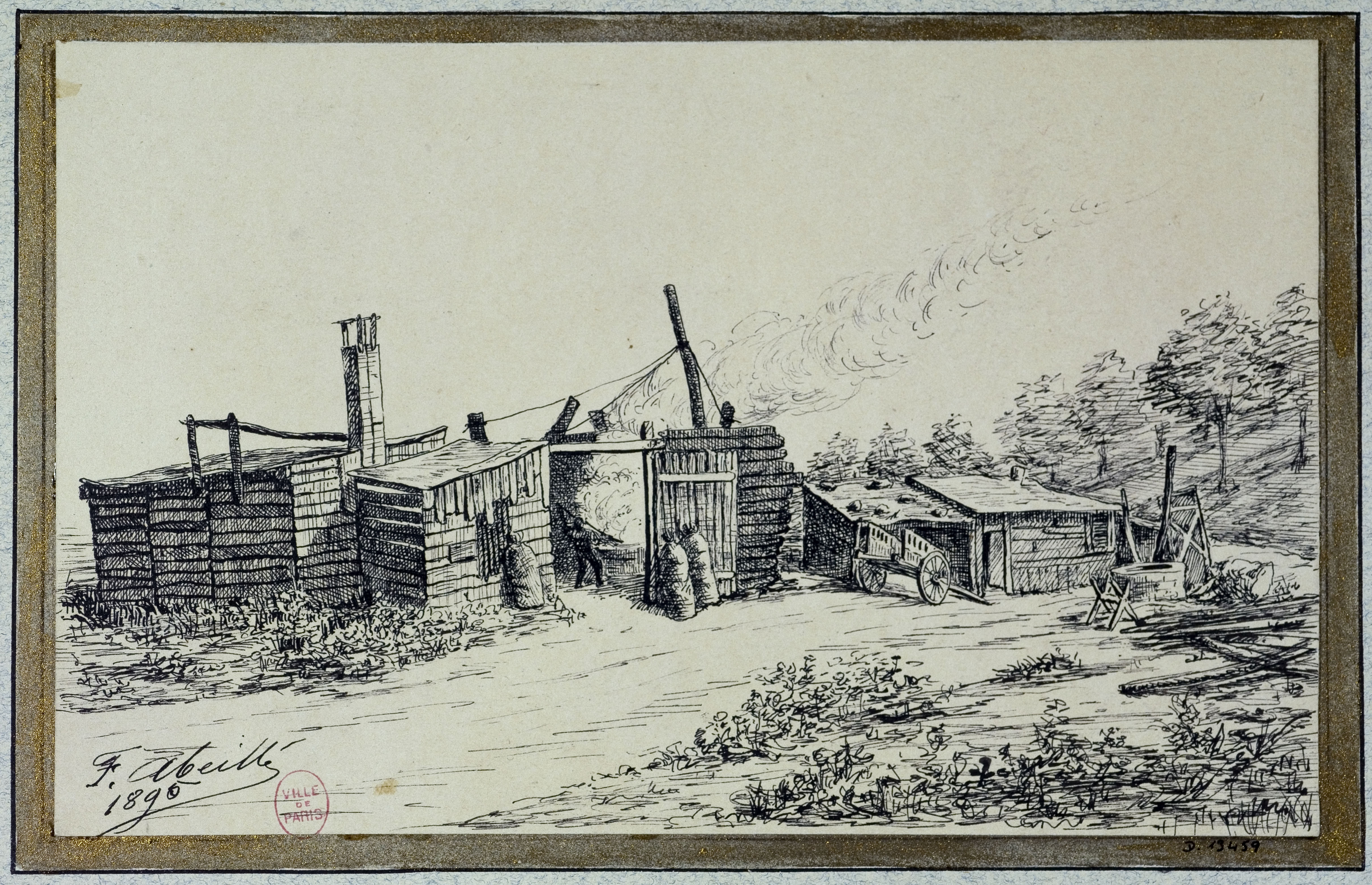
Fabriques de buches résineuses en 1895 (colonie du Tonquin) installées sur le remblai de la rue des Peupliers, et dont l'entrée était au 10 rue Damesme (dessin de F. Abeillé).

## Bâtiments remarquables et lieux de mémoire
La rue est numérotée du nord au sud.
- Cette rue croise la Petite Ceinture du 13e et débouche sur les boulevards des Maréchaux.
- Au no 5 se trouve une école immortalisée par Robert Doisneau, en 1956, dans la photo intitulée Les Écoliers de la rue Damesme[3].

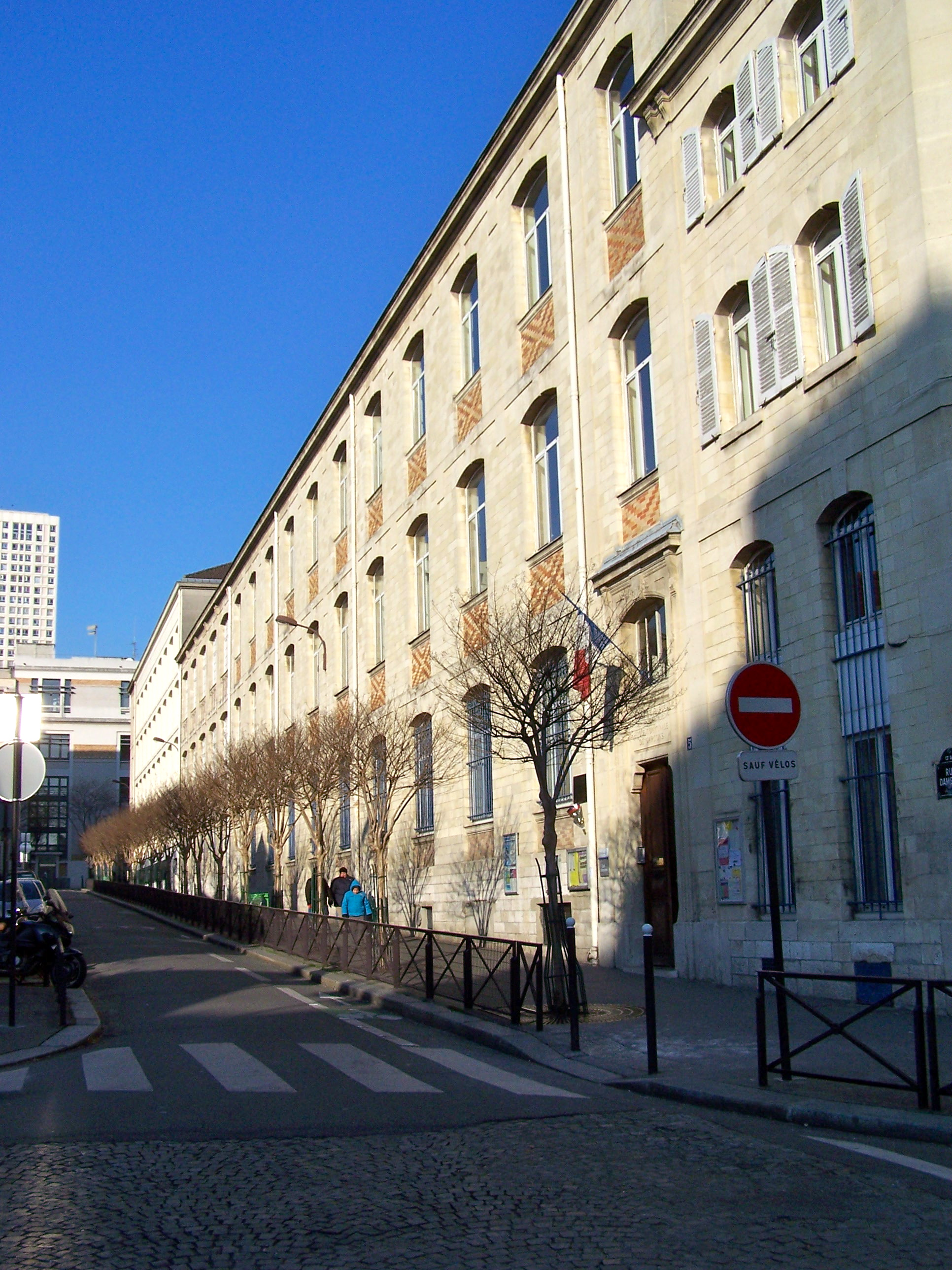
École primaire de la rue Damesme.
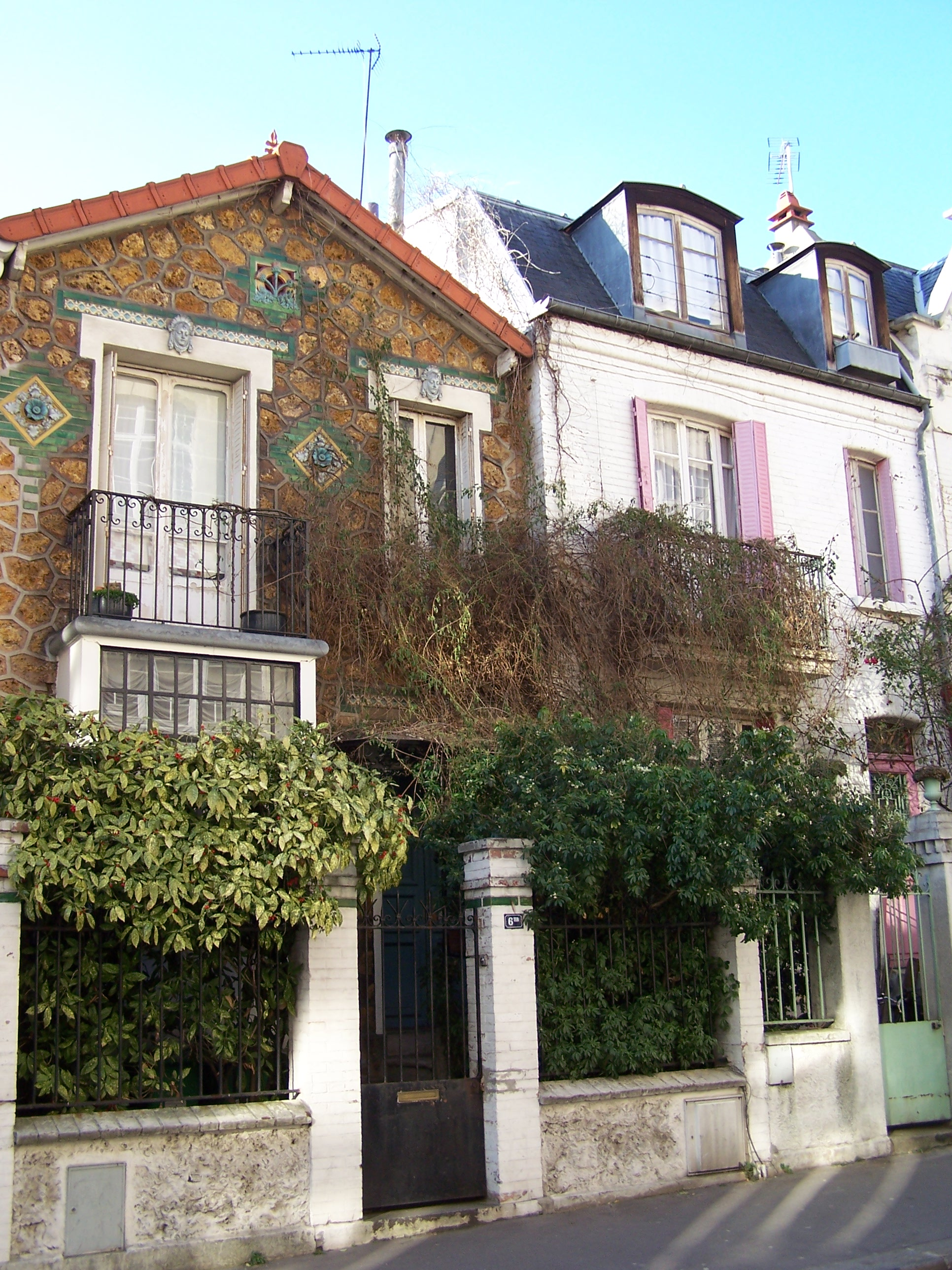
Maisons en meulière de la rue.
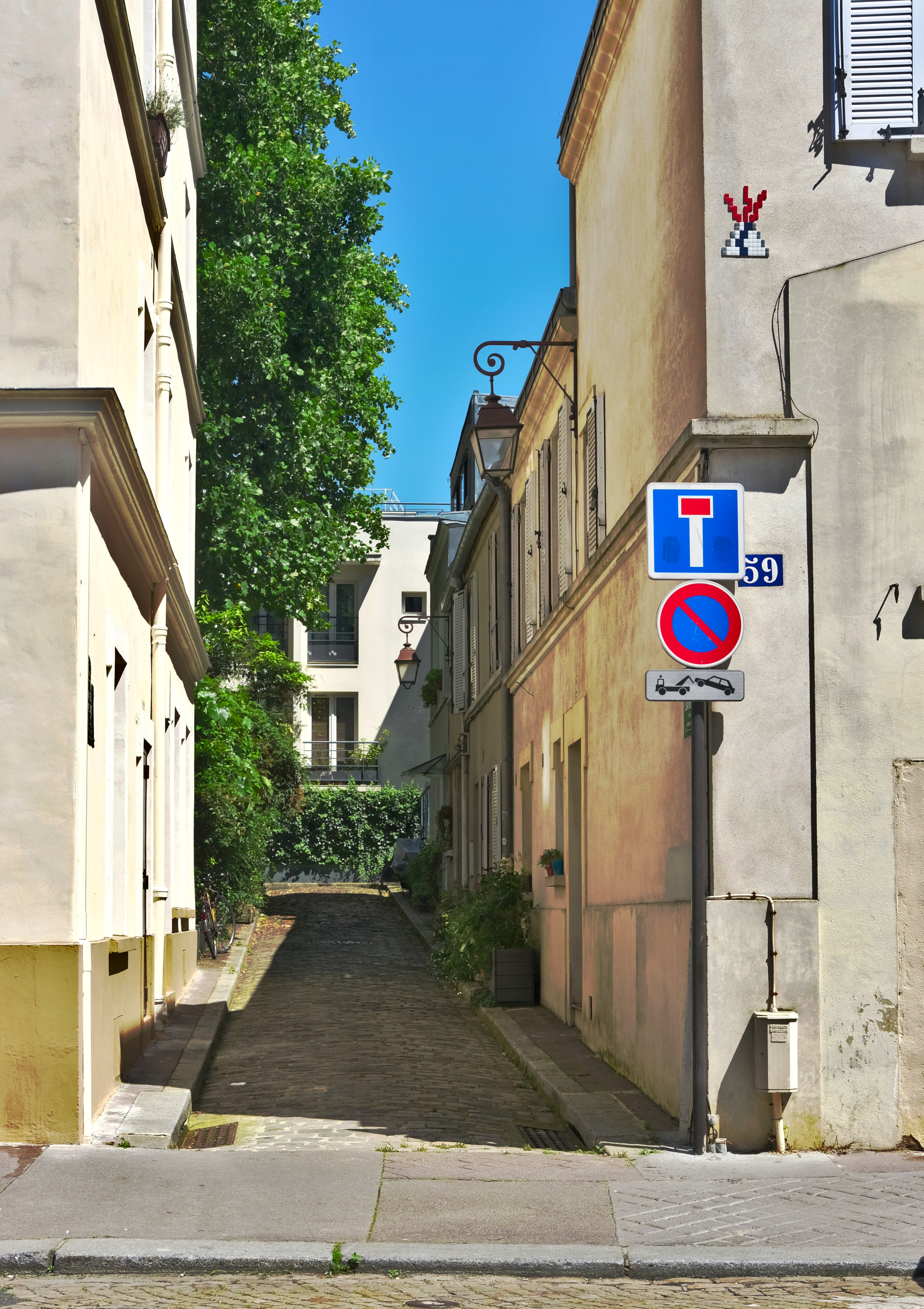
Entrée de l'impasse Damesme.
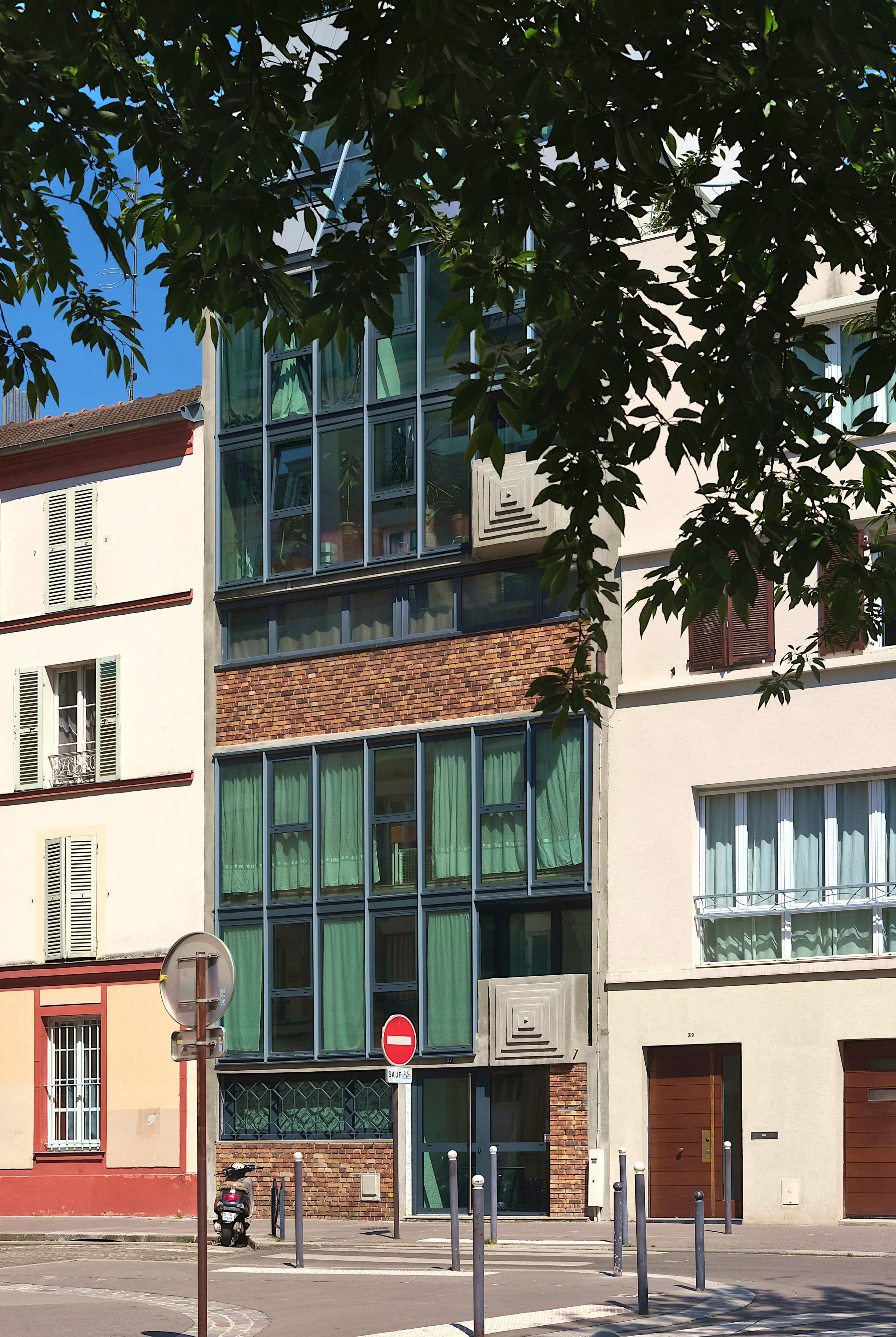
N°37 : Maison de ville.
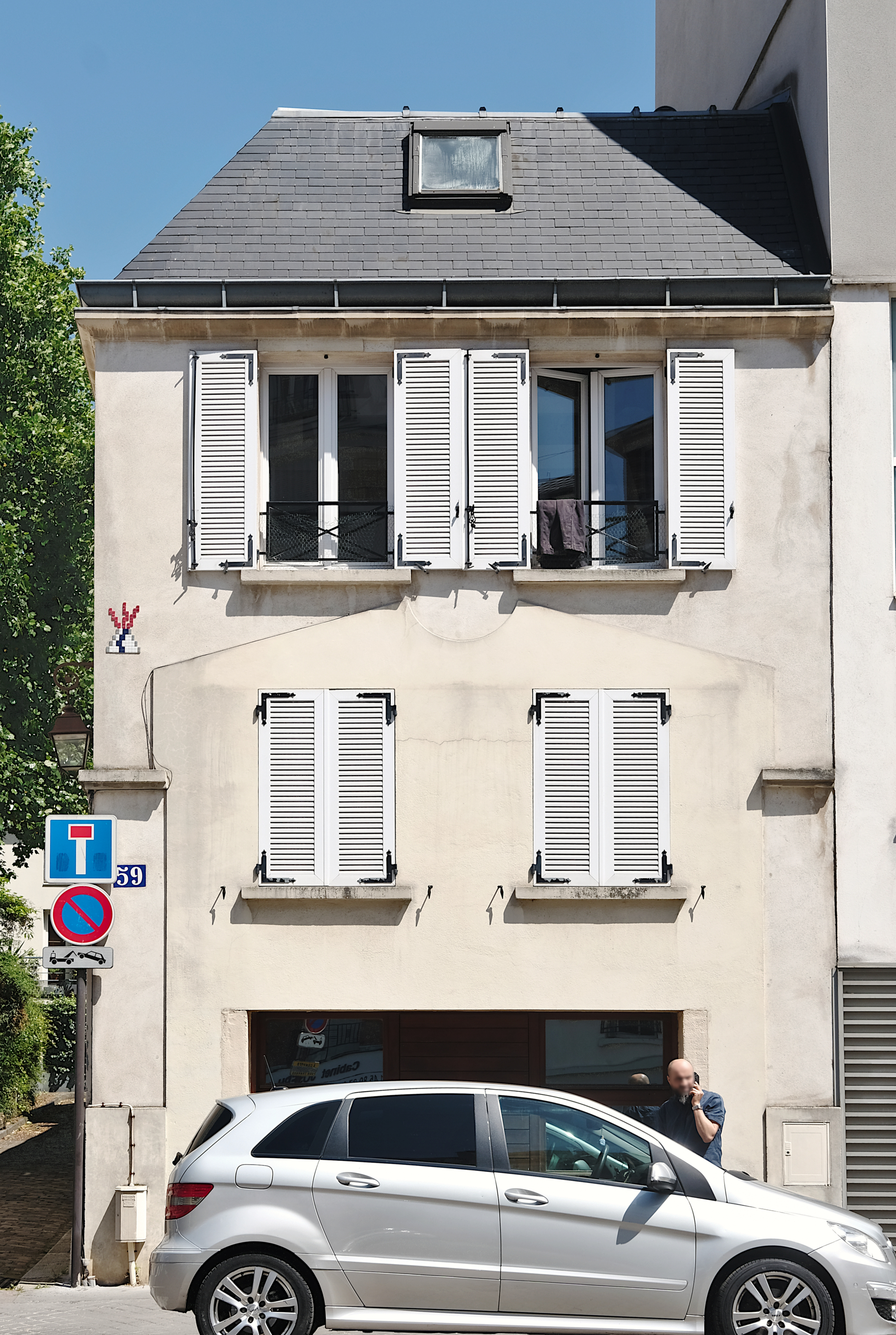
N°59 : petite maison de ville.
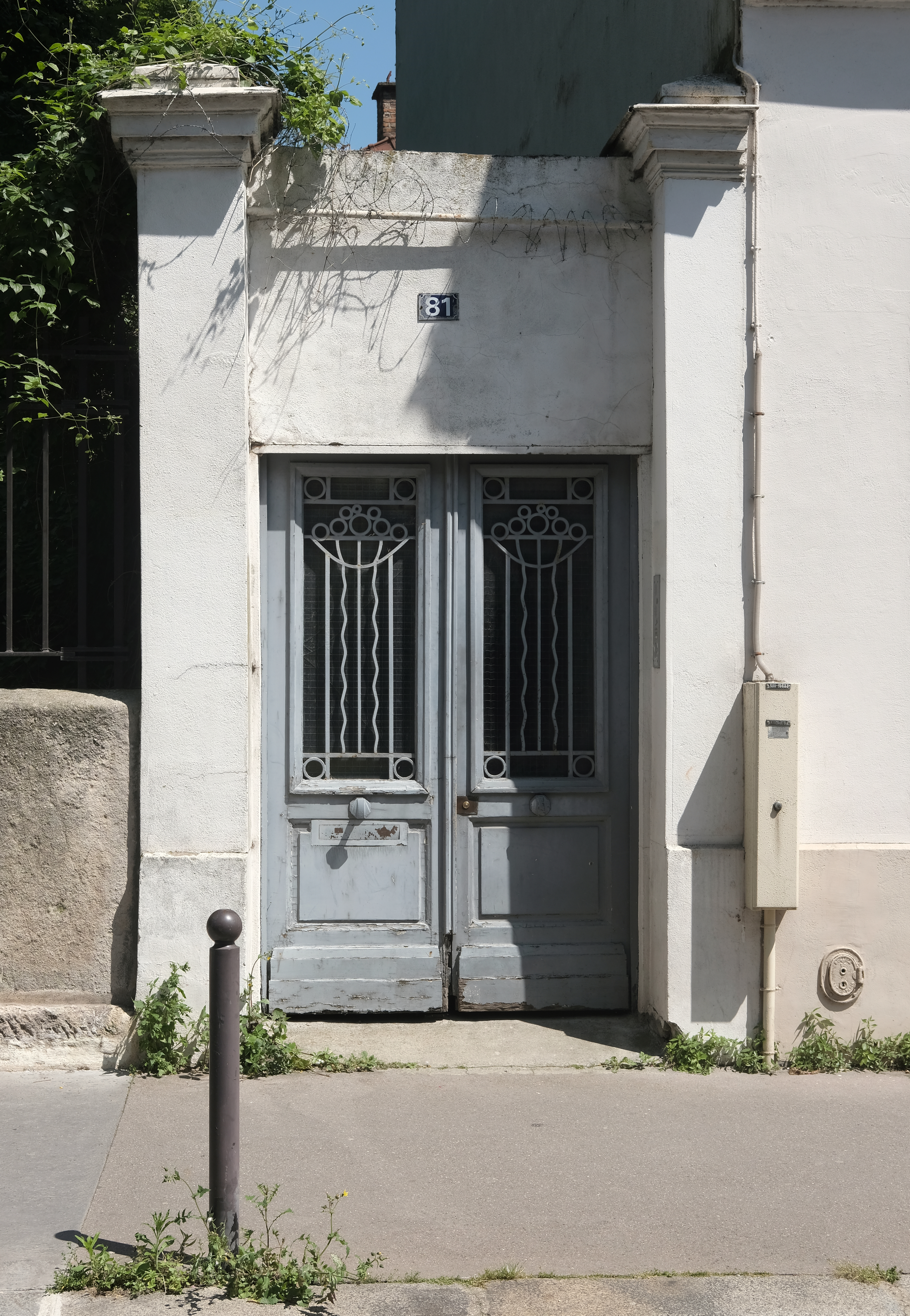
N°81 : porte d'entrée.
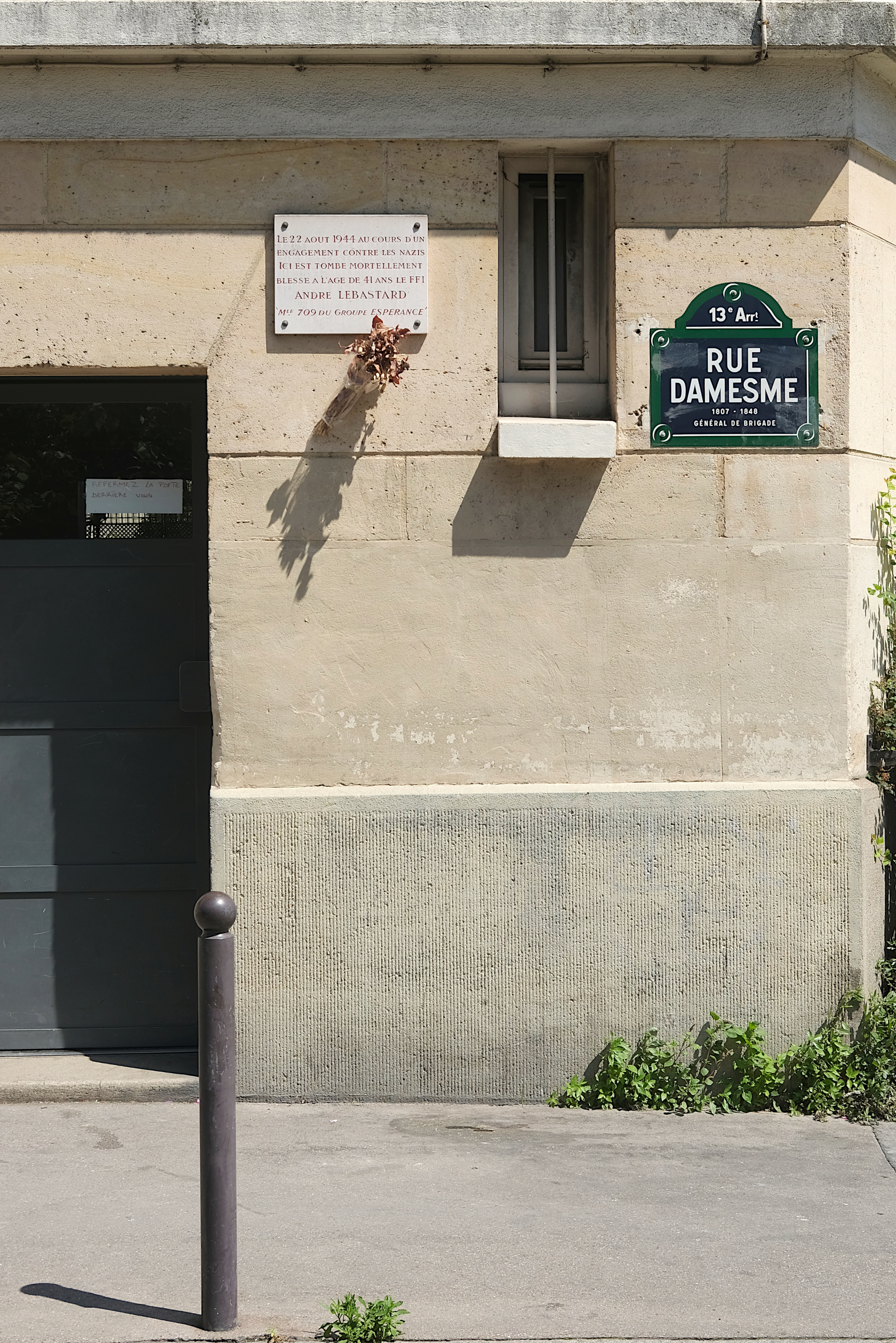
N°85 : plaque d'hommage à un combattant mort pour la France en 1944.